# IV liga
Il campionato di IV liga rappresenta il quinto livello del campionato polacco di calcio ed è a carattere regionale. Il campionato è stato fondato nel 2000 in seguito alla ristrutturazione delle divisioni amministrative della polonia. Fino al 2008, con il nome di IV liga si indicava il quarto livello della piramide calcistica polacca.

## Formato
L'organizzazione del campionato è ripartita tra i singoli voivodati, con ognuno di essi che ha un girone proprio, eccezion fatta per Slesia, Grande Polonia e Masovia, che hanno due gironi ciascuna. 
Le squadre promosse sono ammesse al campionato di III liga, mentre le squadre retrocesse finiscono in V liga nei voivodati di Piccola Polonia e Pomerania Occidentale, in Liga okręgowa nel caso degli altri voivodati.

### Gruppi
Nella stagione 2023-2024 si tengono 17 gironi paralleli. Il voivodato di Silesia ha diritto a due gironi, con le due prime classificate che giocano uno spareggio per decretare la promozione.
| Gruppo             | Voivodato             |
| ------------------ | --------------------- |
| Dolnośląska        | Bassa Slesia          |
| Kujawsko-pomorska  | Cuiavia-Pomerania     |
| Lubelska           | Lublino               |
| Lubuska            | Lubusz                |
| Łódzka             | Łódź                  |
| Małopolska         | Piccola Polonia       |
| Opolska            | Opole                 |
| Podkarpacka        | Precarpazia           |
| Podlaska           | Podlachia             |
| Pomorska           | Pomerania             |
| Sląska (2 gironi)  | Slesia                |
| Swiętokrzyska      | Santacroce            |
| Warmińsko-mazurska | Varmia-Masuria        |
| Wielkopolska       | Grande Polonia        |
| Zachodniopomorska  | Pomerania Occidentale |